# Dubovo, Bijelo Polje
Dubovo este un sat din comuna Bijelo Polje, Muntenegru. Conform datelor de la recensământul din 2003, localitatea are 204 locuitori (la recensământul din 1991 erau 298 de locuitori).

## Demografie
În satul Dubovo locuiesc 166 de persoane adulte, iar vârsta medie a populației este de 39,2 de ani (39,8 la bărbați și 38,7 la femei). În localitate sunt 60 de gospodării, iar numărul mediu de membri în gospodărie este de 3,40.
Populația localității este foarte eterogenă.
|  |

| Demografie | Demografie | Demografie |
| An         | Locuitori  | Locuitori  |
| ---------- | ---------- | ---------- |
|            |            |            |
|            |            |            |
|            |            |            |
|            |            |            |
| 1948       | 298        |            |
| 1953       | 339        |            |
| 1961       | 334        |            |
| 1971       | 350        |            |
| 1981       | 276        |            |
| 1991       | 298        | 293        |
| 2003       | 278        | 204        |

| \| Componența etnică conform recensământului din 2003[2] \| Componența etnică conform recensământului din 2003[2] \| Componența etnică conform recensământului din 2003[2] \| Componența etnică conform recensământului din 2003[2] \| Componența etnică conform recensământului din 2003[2] \| \| ----------------------------------------------------- \| ----------------------------------------------------- \| ----------------------------------------------------- \| ----------------------------------------------------- \| ----------------------------------------------------- \| \| \| \| \| \| \| \| Musulmani \| Musulmani \| \| 75 \| 36,76% \| \| Sârbi \| Sârbi \| \| 68 \| 33,33% \| \| Muntenegreni \| Muntenegreni \| \| 34 \| 16,66% \| \| Bosniaci \| Bosniaci \| \| 23 \| 11,27% \| \| necunoscută \| necunoscută \| \| 4 \| 1,96% \| |              |  |    |        |
| Componența etnică conform recensământului din 2003 |              |  |    |        |
| |              |  |    |        |
| Musulmani | Musulmani    |  | 75 | 36,76% |
| Sârbi | Sârbi        |  | 68 | 33,33% |
| Muntenegreni | Muntenegreni |  | 34 | 16,66% |
| Bosniaci | Bosniaci     |  | 23 | 11,27% |
| necunoscută | necunoscută  |  | 4  | 1,96%  |